# Crotaphopeltis
A Crotaphopeltis a hüllők (Reptilia) osztályának pikkelyes hüllők (Squamata) rendjébe, ezen belül a siklófélék (Colubridae) családjába tartozó nem.

## Rendszerezésük
A nemet Leopold Fitzinger osztrák zoológus írta le 1843-ban,  az alábbi 6 faj tartozik ide:
- Crotaphopeltis barotseensis
- Crotaphopeltis braestrupi
- Crotaphopeltis degeni
- Crotaphopeltis hippocrepis
- Crotaphopeltis hotamboeia
- Crotaphopeltis tornieri